# Šerifa
Šerifa je žensko osebno ime.

## Izvor imena
Ime Šerifa je muslimansko ime, ki izhaja turškega imena Serîf, ki pa je nastalo iz arabske besede šärîf v pomenu »plemenit, ugleden, časten, slaven«. Ime Šerifa  imajo v Sloveniji muslimanske priseljenke ter njihove potomke.

## Pogostost imena
Po podatkih Statističnega urada Republike Slovenije je bilo na dan 31. decembra 2007 v Sloveniji število ženskih oseb z imenom Šerifa: 29. Med vsemi ženskimi imeni pa je ime Šerifa po pogostosti uporabe uvrščeno na 1175. mesto.